# Coupe du Monde Cycliste Féminine de Montréal
La Coupe du Monde Cycliste Féminine de Montréal  ist ein kanadisches Straßenradrennen für Frauen, das von 1998 bis 2009 in Montréal ausgetragen wurde und Teil des Rad-Weltcups für Frauen war. Rekordsiegerin ist die Kanadierin Geneviève Jeanson mit vier Siegen. Die Strecke ging über rund 110 Kilometer.
2010 musste das Rennen aus finanziellen Gründen abgesagt werden.

## Siegerliste
| - 2009 Emma Pooley - 2008 Judith Arndt - 2007 Fabiana Luperini - 2006 Judith Arndt - 2005 Geneviève Jeanson - 2004 Geneviève Jeanson | - 2003 Geneviève Jeanson - 2002 Dede Berry - 2001 Geneviève Jeanson - 2000 Pia Sundstedt - 1999 Tracey Gaudry - 1998 Diana Žiliūtė |